# أحمد طعمة
أحمد صالح طعمة الخضر رئيس حكومة الائتلاف الوطني لقوى الثورة والمعارضة السورية، وهو طبيب أسنان خريج جامعة دمشق وخطيب سابق في أحد مساجد مدينة دير الزور وهو من مواليد عام 1965 

## الحياة العملية
ابتداء من عام 1997 عمل خطيبا للجامع الحميدي في دير الزور ثم فصل بعد عامين من الخطابة، وفي عام 2001 انتسب إلى لجان احياء المجتمع المدني، وفي عام 2005 شارك بتأسيس إعلان دمشق للتغير الوطني الديمقراطي وانتخب ممثلا عن دير الزور، وفي عام 2007 انتخب امينا لسر المجلس الوطني لاعلان دمشق 

## الأزمة السورية
قبل الأزمة السورية اعتقل مع 12 آخرين لاكثر من عامين، ومع بداية الأزمة التحق بصفوف المعارضة وكان رئيس حملة «كلنا للشام» الإغاثية في المنطقة الشرقية  وفي 14 سبتمبر أيلول 2013 انتخب رئيساً لوزراء الائتلاف الوطني لقوى الثورة والمعارضة السورية خلفاً لغسان هيتو.
بتاريخ 22 يوليو/تموز 2014 حجبت الهيئة العامة للائتلاف الوطني الثقة عن حكومة أحمد طعمة.
بتاريخ 15 أكتوبر/تشرين الأول 2014 أعاد الائتلاف انتخاب أحمد طعمة رئيسا للحكومة المؤقتة بعد خمسة أيام من الاجتماعات في إسطنبول.
بتاريخ 24 تشرين الثاني/نوفمبر 2014 وبعد جدل طويل وطول انتظار جرى التصويت من أعضاء الهيئة العامة الائتلاف على الأسماء المقترحة لتشكيل حكومة أحمد طعمة، وخلال التصويت فاز سبعة وزراء بثقة الهيئة العامة في حين فشل آخرون.
. قدم طعمة استقالته للائتلاف في 14 ديسمبر 2015 وظل رئيساً لحكومة تصريف الأعمال المؤقتة حتى انتخاب جواد أبو حطب خلفاً له في 17 مايو 2016 .

## وصلات خارجية
- أحمد طعمة على فيس بوك